# Ruschi (famiglia)
I Ruschi sono una famiglia pisana, di antica nobiltà ghibellina, che annovera fra i suoi membri studiosi di agraria, di ingegneria e di medicina, un maire, un sindaco e un rappresentante nelle prime legislature del Senato del Regno (Italia) (Rinaldo Ruschi).

## Storia

### Origini
La famiglia, secondo la tradizione, venne in Toscana da Como ed ottenne, nel 1566, con Domenico di Bernardino di Domenico o, stando a altre fonti, con Giovan Battista (o Giovan Francesco) di Domenico la cittadinanza pisana. Il 1589 vide quest'ultimo risiedere fra i priori carica che vedrà costantemente nei secoli successivi un membro della famiglia. Da Giovan Battista nacquero Paolo, Cammillo e Bernardino.

### Secolo XVII
Paolo, canonico nella Primaziale pisana, fondò una Commenda nell'Ordine di Santo Stefano, del quale vestì le divise nel 1634 (dal 1634 i Ruschi ebbero sempre rappresentanti nel Sacro Ordine Militare dei Cavalieri di Santo Stefano). Bernardino fu priore di Pisa. Attorno alla metà del XVII secolo sono noti due medici: Cesare (1570-1641), a lungo imbarcato sulle galere, e Giovanni Battista (1605-1649), che fu professore di medicina, anatomia e filosofia. Le ceneri di quest'ultimo furono deposte nella Chiesa di San Frediano, in un sepolcro di marmo con vari ornamenti funerarii eretto dal nipote ed erede Antonio Ghirlandari nel 1653.

### Secolo XVIII
I discendenti di Bernardino vestirono l'abito di cavaliere stefaniano nel 1745 con Francesco, figlio di Verissimo, che fu ascritti alla nobiltà di Pisa con decreto del 9 settembre 1754.
Nel corso del Secolo XVIII la famiglia Ruschi espanse la sua tenuta urbana nel quartiere di San Francesco: acquistò dapprima un'ulteriore porzione del giardino e dell'orto e, nel 1792, affrancò anche la casa e il giardino di via S.Elisabetta.
Fu soprattutto Camillo Ruschi, soprintendente dello Scrittoio della Religione di Santo Stefano, ad occuparsi dell'ampliamento e dell'abbellimento del Palazzo e delle collezioni di famiglia.

### XIX secolo
A cavallo tra Settecento e Ottocento ha particolare rilievo Giovanni Battista Ruschi (1771-1831), cavaliere e gran tesoriere dell'Ordine di S. Stefano, maire di Pisa nel periodo francese. Egli sposò Elisabetta Scorzi ed ebbe quattro figli maschi: Pietro (1806-1865), Francesco (1807-1875), Leopoldo detto Poldo (1810-1882) e Rinaldo (1817-1891), che ebbe una brillante carriera politica del Granducato di Toscana e nel neonato Regno d'Italia.
Francesco fu avvocato, gonfaloniere di Vicopisano dal 1844 al 1846, gonfaloniere di Pisa dal 1847 al 1863 e sindaco di Vicopisano dal 1865 al 1866; sposò nel 1837 Maria Paperini e dalla loro unione nacquero Maria Elisabetta coniugata Banti (+ 1876), Giovanni Battista (+ 1882), Giulio (dal quale discendono gli attuali Ruschi, +1906 ), Paolo (+ 1868), Adolfo (+ 1917) e Luisa (coniugata con il cugino Girolamo Ruschi, da cui derivano i Ruschi Noceti di Pontremoli).
La nipote di Rinaldo, Giuseppina Agostini Venerosi Della Seta, fu coniugata con Cesare Studiati.

## Residenze e patrimonio artistico
A Pisa la famiglia risiedette nel palazzo che ancora oggi ne porta il nome e che costituisce l'isolato tra piazza San Francesco, via San Francesco, vicolo Ruschi e Piazza D'Ancona.
Esisteva poi una seconda dimora collocata nell'angolo fra via Tavoleria e via del Castelletto, appartamento di Camillo Ruschi nel quale nel 1760 si trasferì a vivere il pittore Giovanni Battista Tempesti (del quale Camillo era amico e protettore), che ne affrescò alcune scene allegoriche le volte delle salette del piano nobile. Come usava all'epoca i Ruschi possedevano anche due ville in campagna (una a Calci e una a San Lorenzo alle Corti) e delle tenute in Maremma.
Come altre famiglie della zona i Ruschi godettero di ingenti rendite finanziarie che permisero loro di tenere tanto nella sede in campagna che in quella cittadina collezioni di artisti che includevano nomi anche prestigiosi: ad esempio in un inventario risalente al 24 marzo 1642 sono annoverati una quarantina di dipinti appartenuti al cavaliere Paolo Ruschi, purtroppo senza indicazione specifiche dei loro autori.